# Cavriago
Cavriago ist eine italienische Gemeinde (comune) mit 9873 Einwohnern (Stand 31. Dezember 2023) in der Provinz Reggio Emilia in der Emilia-Romagna. Die Gemeinde liegt etwa 8,5 Kilometer westlich von Reggio nell’Emilia. Die Enza fließt 6,5 Kilometer westlich von Cavriago.

## Geschichte
996 wird die Ortschaft erstmals urkundlich erwähnt. Das Dokument aus den Kapitulararchiv Parmas ist noch heute erhalten und verzeichnet die Schenkung einer Befestigung namens Corviaco durch die Gräfin Rolenda, einer (illegitimen) Tochter Hugos I., an Paulone Bovini (bzw. Paulone Bruini) am 1. Dezember 996. Allerdings deutet der Name bereits auf eine römische Gründung (curvus ager, durch die bergige Region) hin. Angesichts der wenige Kilometer nördlich verlaufenden Via Aemilia liegt dieser Schluss nahe.

## Verkehr
Die Staatsstraße 9 verläuft vier Kilometer nördlich von Cavriago von Reggio nell’Emilia nach Parma. Zwei Haltepunkte an der nichtelektrifizierten Bahnstrecke von Reggio nell’Emilia nach Canossa-Ciano d’Enza bestehen in Cavriago.

## Persönlichkeiten
- Orietta Berti (* 1945), Sängerin und Fernsehpersönlichkeit

## Trivia
In Cavriago steht eines der wenigen Lenin-Denkmäler in Westeuropa. Die Marxistisch-Leninistische Partei Italiens gedenkt seiner im Januar hier.